# Mansiri Himal
Mansiri Himal (også Manaslu Himal eller Gorkha-massivet) er en mindre bjergkæde i Gorkha-distriktet i Nepal. Den er en del af Himalaya og ligger mellem Marsyangdi-floden i vest og Burhi (Budhi) Gandaki-floden i øst, omtrent 100 kilometer nord for Katmandu. Mansiri Himal ligger mellem de store bjergkæder Annapurna Himal (i vest) og Ganesh Himal (i øst).
Hovedtoppe i Mansiri Himal er Manaslu (8.156 moh.), Himalchuli (7.893 moh.) og Ngadi Chuli (7.871 moh.).
Mansiri Himal er kendetegnet ved sin voldsomme højde i forhold til det omkringliggende landskab. Bjergkæden rejser sig 7.000 meter fra bunden af Marsyangdi-dalen mindre end 30 kilometer væk.